# Restrepia sanguinea
Restrepia sanguinea är en orkidéart som beskrevs av Robert Allen Rolfe. Restrepia sanguinea ingår i släktet Restrepia och familjen orkidéer. Inga underarter finns listade i Catalogue of Life.

## Bildgalleri

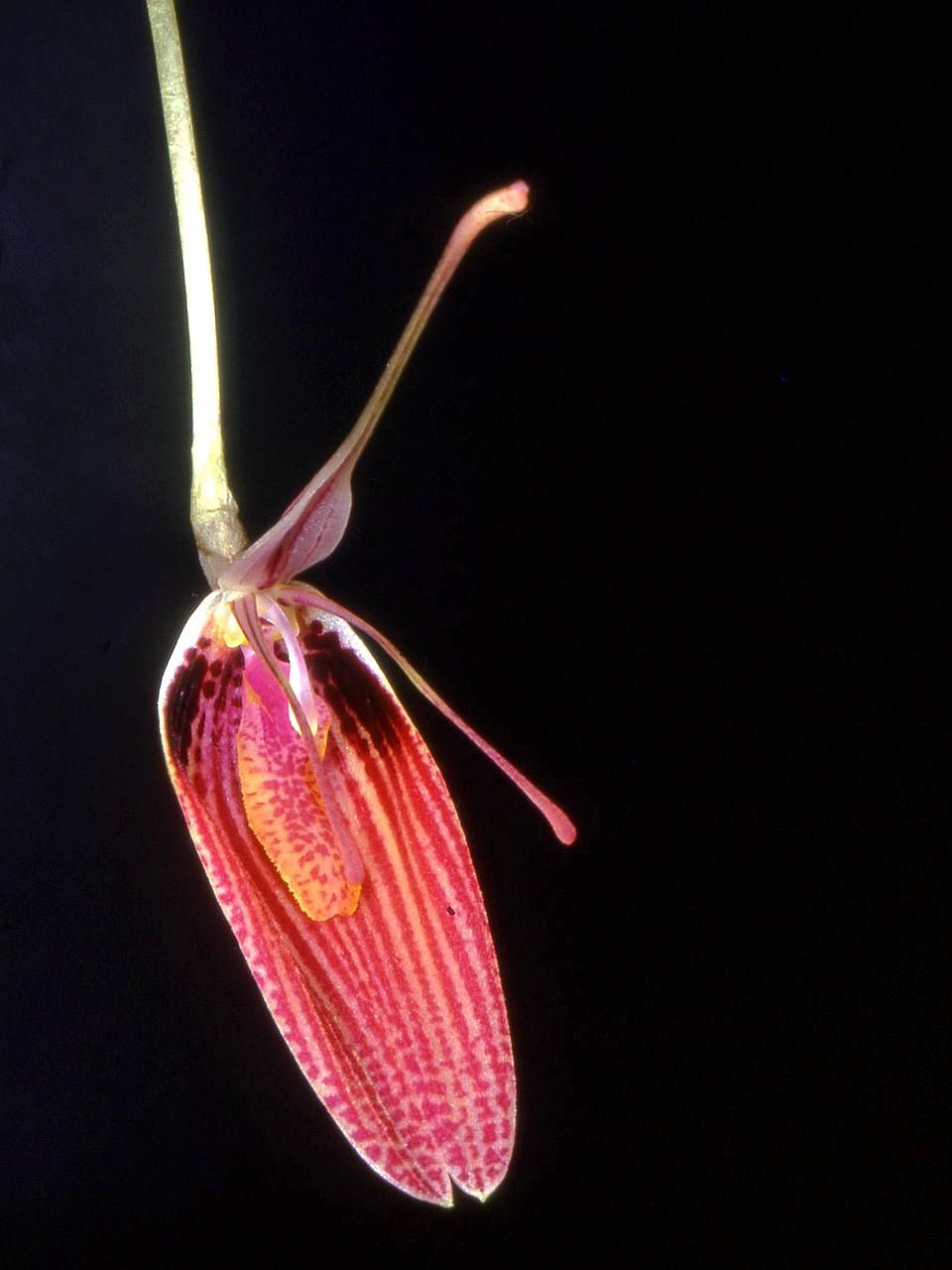
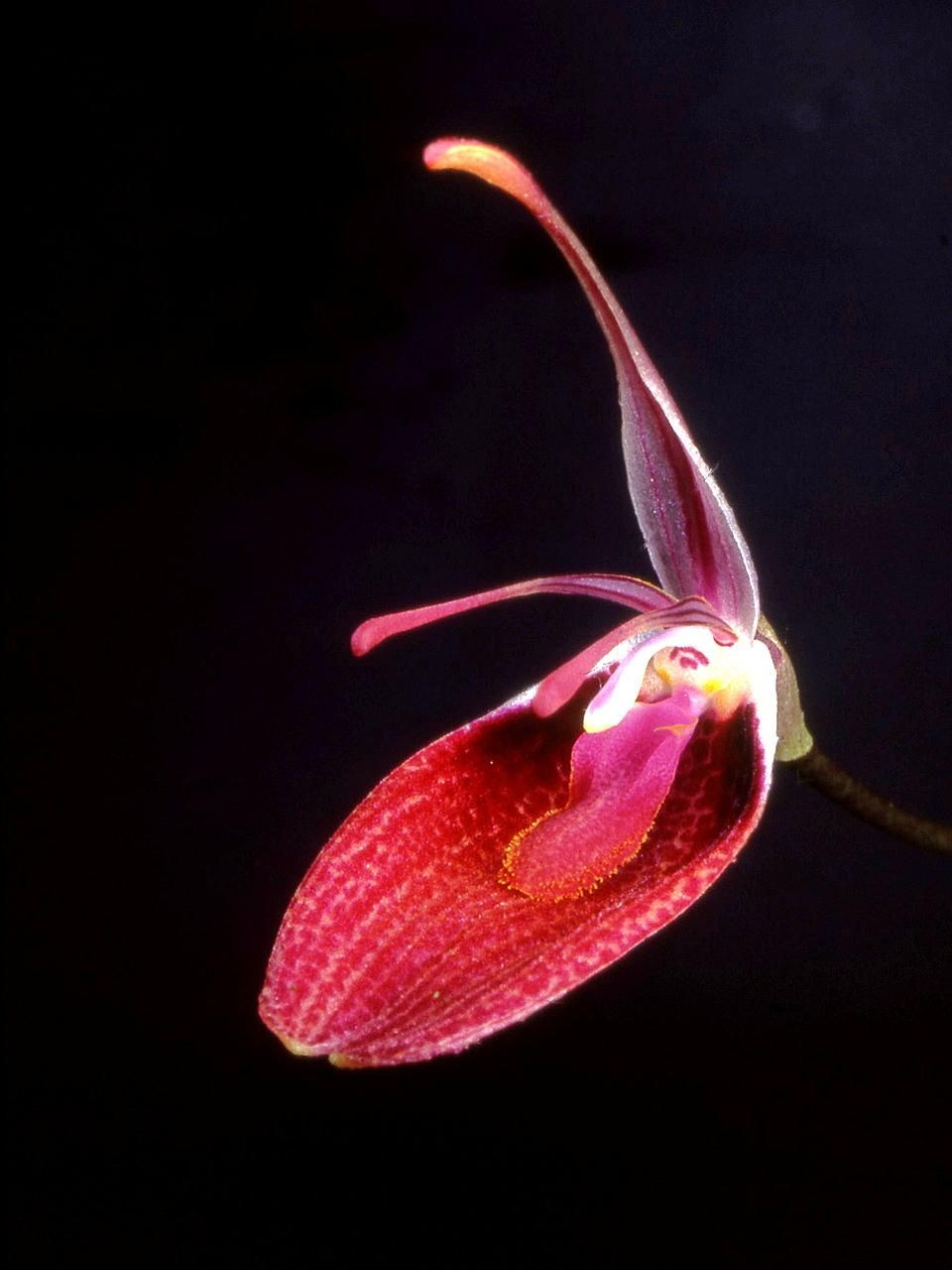